# Badr Airlines
Badr Airlines, ursprünglich Sarit Airlines, ist eine sudanesische Fluggesellschaft mit Sitz in Khartum und Basis auf dem Flughafen Khartum. 

## Geschichte
Badr Airlines wurde 1997 als Sarit Airlines gegründet und begann im gleichen Jahr mit den ersten Flügen. Die Besitzer sind jeweils zur Hälfte Ahmed Abu Shaira und Hashim Al Digair. Aus Sicherheitsgründen entzog die sudanesische Luftfahrtbehörde am 10. Juni 2004 die Fluglizenz der Sarit Airlines, noch im selben Jahr nahm sie den Betrieb unter dem neuen Namen Badr Airlines jedoch wieder auf.

## Flugziele
Badr Airlines führt in weiten Teilen Sudans Fracht- und Passagiertransporte für humanitäre Hilfe durch das Welternährungsprogramm der Vereinten Nationen, UNICEF, UNOPS, ESS, Ärzte ohne Grenzen, Ernährungs- und Landwirtschaftsorganisation und die Internationale Rotkreuz- und Rothalbmond-Bewegung durch. Zudem werden Charter- und V.I.P.-Flüge angeboten. 

## Flotte
Mit Stand Februar 2024 besteht die Flotte der Badr Airlines aus acht Flugzeugen mit einem Durchschnittsalter von 23,7 Jahren:
| Flugzeugtyp    | Anzahl | bestellt | Anmerkungen                                                                                     | Sitzplätze (Business/Eco) | Durchschnittsalter |
| -------------- | ------ | -------- | ----------------------------------------------------------------------------------------------- | ------------------------- | ------------------ |
| Boeing 737-300 | 1      |          | inaktiv                                                                                         | 128 (8/120)               | 26,1 Jahre         |
| Boeing 737-500 | 4      |          | eine inaktiv                                                                                    | 113 (8/105)               | 28,0 Jahre         |
| Boeing 737-800 | 3      |          | zwei inaktiv; zwei mit Winglets ausgestattet; je eine betrieben durch MyWay Airlines und Geosky | 156 (12/144) 170 (8/162)  | 17,0 Jahre         |
| Gesamt         | 8      | -        |                                                                                                 |                           | 23,7 Jahre         |

### Ehemalige Flugzeugtypen
In der Vergangenheit betrieb Badr Airlines Flugzeuge der Typen Antonow An-12, An-24, An-26, An-72 und Embraer ERJ 145.
Bei den Kämpfen um den Flughafen Khartum im April 2023 wurde eine Boeing 737-800 (4L-MWA) zerstört.